# Spartoo
Spartoo je francouzský internetový obchod specializující se na prodej obuvi, konfekce, koženého zboží a drobných dekorativních předmětů.
Společnost Spartoo byla založena ve Francii, v Grenoblu, v roce 2006. Tento obchod působí ve 25 zemích a nabízí na svých stránkách více než 1 000 značek s téměř 1 000 000 modely. V roce 2015 Spartoo otevřelo i první kamenné obchody.